# Olympische Sommerspiele 1992/Teilnehmer (Slowenien)
| Gelbes Symbol für Goldmedaillen mit stilisierten Olympischen Ringen | Graues Symbol für Silbermedaillen mit stilisierten Olympischen Ringen | Braundes Symbol für Bronzemedaillen mit stilisierten Olympischen Ringen |
| ------------------------------------------------------------------- | --------------------------------------------------------------------- | ----------------------------------------------------------------------- |
| —                                                                   | —                                                                     | 2                                                                       |

Slowenien nahm an den Olympischen Sommerspielen 1992 in Barcelona mit einer Delegation von 35 Athleten (29 Männer und sechs Frauen) teil. Es war die insgesamt zweite Teilnahme an Olympischen Spielen nach der Erklärung der Unabhängigkeit von Jugoslawien.

## Flaggenträger
Der Sportschütze Rajmond Debevec trug die Flagge Sloweniens während der Eröffnungsfeier im Olympiastadion.

## Medaillengewinner

### Bronze
| Name                                                      | Sportart | Wettkampf                      |
| --------------------------------------------------------- | -------- | ------------------------------ |
| Iztok Čop & Denis Žvegelj                                 | Rudern   | Männer, Zweier ohne Steuermann |
| Milan Janša, Jani Klemenčič, Sašo Mirjanič & Sadik Mujkič | Rudern   | Männer, Vierer ohne Steuermann |

## Teilnehmer nach Sportarten

### Bogenschießen
- Samo Medved
Männer, Einzel: 33. Platz

### Judo
- Stefan Ćuk
Männer, Halbleichtgewicht: 13. Platz

- Filip Leščak
Männer, Mittelgewicht: 33. Platz

### Kanu
- Albin Čižman
Männer, Kajak-Einer, Slalom: 9. Platz

- Borut Javornik
Männer, Canadier-Einer, Slalom: 16. Platz

- Janež Skok
Männer, Kajak-Einer, Slalom: 10. Platz

- Marjan Štrukelj
Männer, Kajak-Einer, Slalom: 6. Platz

- Jože Vidmar
Männer, Canadier-Einer, Slalom: 14. Platz

- Boštjan Žitnik
Männer, Canadier-Einer, Slalom: 10. Platz

### Leichtathletik
- Borut Bilač
Männer, Weitsprung: 9. Platz

- Britta Bilač
Frauen, Hochsprung: 15. Platz

- Brigita Bukovec
Frauen, 100 Meter Hürden: Halbfinale

- Mirko Vindiš
Männer, Marathon: 40. Platz

### Radsport
- Valter Bonča
Männer, Straßenrennen: 63. Platz

### Rudern
- Iztok Čop & Denis Žvegelj
Männer, Zweier ohne Steuermann: Bronze

- Milan Janša, Jani Klemenčič, Sašo Mirjanič & Sadik Mujkič
Männer, Vierer ohne Steuermann: Bronze

### Schießen
- Rajmond Debevec
Männer, Luftgewehr: 9. Platz
Männer, Kleinkaliber, Dreistellungskampf: 6. Platz
Männer, Kleinkaliber, liegend: 18. Platz

### Schwimmen
- Jure Bučar
Männer, 200 Meter Freistil: 29. Platz
Männer, 400 Meter Freistil: 16. Platz

- Tanja Godina
Frauen, 100 Meter Rücken: 41. Platz
Frauen, 200 Meter Rücken: 41. Platz

- Matjaž Koželj
Männer, 100 Meter Schmetterling: 42. Platz
Männer, 200 Meter Schmetterling: 19. Platz

- Igor Majcen
Männer, 1500 Meter Freistil: 6. Platz

- Nače Majčen
Männer, 200 Meter Freistil: 35. Platz
Männer, 400 Meter Freistil: 31. Platz

### Segeln
- Stojan Vidaković
Männer, Windsurfen: 11. Platz

- Mitja Kosmina & Goran Šošić
Flying Durchman: 12. Platz

### Tennis
- Iztok Božic & Blaž Trupej
Männer, Doppel: 1. Runde

- Tina Križan & Karin Lušnic
Frauen, Doppel: 1. Runde

### Tischtennis
- Polona Frelih
Frauen, Einzel: 33. Platz

### Turnen
- Jože Kolman
Männer, Einzelmehrkampf: 80. Platz in der Qualifikation
Männer, Boden: 84. Platz in der Qualifikation
Männer, Pferd: 65. Platz in der Qualifikation
Männer, Barren: 64. Platz in der Qualifikation
Männer, Reck: 81. Platz in der Qualifikation
Männer, Ringe: 83. Platz in der Qualifikation
Männer, Seitpferd: 67. Platz in der Qualifikation